# Frans Brands
Frans Brands (Berendrecht, Anvers, 31 de maig de 1940 - Blankenberge, 9 de febrer de 2008) va ser un ciclista belga que fou professional entre 1961 i 1972.
En el seu palmarès destaca una victòria d'etapa al Tour de França de 1963 i una al Giro d'Itàlia de 1965. També guanyà la Volta a Luxemburg de 1967.

## Palmarès
- 1959
  - Vencedor d'una etapa a la Volta a Bèlgica amateur
- 1961
  - 1r a Rummen
- 1963
  - Vencedor d'una etapa del Tour de França
  - Vencedor d'una etapa del Critèrium del Dauphiné Libéré
  - Vencedor d'una etapa de la Volta a Catalunya
- 1964
  - 1r de la Múnic-Zúric
  - 1r al Gran Premi Ciutat de Vilvoorde
  - 1r al Circuit Hageland-Zuiderkempen
  - Vencedor de 2 etapes de la Volta a Portugal
- 1965
  - 1r al Premi Nacional de Clausura
  - Vencedor d'una etapa al Giro d'Itàlia
- 1966
  - 1r al Circuit del Brabant Occidental
- 1967
  - 1r a la Volta a Luxemburg i vencedor d'una etapa
  - 1r al Circuit de les 3 Províncies
- 1968
  - 1r a la Nokere Koerse
  - 1r al Premi Nacional de Clausura

### Resultats al Tour de França
- 1963. 25è de la classificació general. Vencedor d'una etapa
- 1964. 70è de la classificació general
- 1965. 8è de la classificació general
- 1966. 33è de la classificació general
- 1967. 13è de la classificació general
- 1968. 34è de la classificació general

### Resultats al Giro d'Itàlia
- 1964. Abandona
- 1965. 15è de la classificació general. Vencedor d'una etapa
- 1967. 28è de la classificació general
- 1968. Abandona